# Championnat du Kirghizistan de football 2022
Navigation
Saison précédente Saison suivante
La saison 2022 du Championnat du Kirghizistan de football est la trente-et-unième édition de la première division au Kirghizistan. Il y a dix équipes engagées cette saison et la compétition prend la forme d'une poule unique où les formations s'affrontent à trois reprises.
C'est le Abdish-Ata Kant, qui remporte la compétition cette saison après avoir terminé en tête du classement final. C'est le premier titre de champion du Kirghizistan du club qui réalise le doublé coupe-championnat.
Le vainqueur du championnat et le vainqueur de la coupe nationale se qualifient pour la phase de groupe de la Coupe de l'AFC 2023-2024, la compétition inter-clubs de deuxième niveau en Asie.

## Les clubs participants
- Dordoi Bichkek
- Alga Bichkek
- FC Neftchi Kotchkor-Ata
- Abdish-Ata Kant
- FC Alay Och
- FC Khimik Kara-Balta
- Kaganat Och
- Ilbirs Bishkek
- Nur-Batken - Promu de D2
- Talant Besh-Kungei - Promu de D2

## Compétition
Le barème de points servant à établir le classement se décompose ainsi :
- Victoire : 3 points
- Match nul : 1 point
- Défaite : 0 point

### Classement
| Rang | Équipe                  | Pts | J  | G  | N  | P  | Bp | Bc | Diff |
| ---- | ----------------------- | --- | -- | -- | -- | -- | -- | -- | ---- |
| 1    | Abdish-Ata KantC        | 60  | 27 | 18 | 6  | 3  | 62 | 16 | +46  |
| 2    | FC Alay Och             | 51  | 27 | 14 | 9  | 4  | 39 | 21 | +18  |
| 3    | Alga Bichkek            | 45  | 27 | 13 | 6  | 8  | 45 | 39 | +6   |
| 4    | Dordoi BichkekT         | 44  | 27 | 12 | 8  | 7  | 45 | 30 | +15  |
| 5    | FC Neftchi Kotchkor-Ata | 43  | 27 | 12 | 7  | 8  | 42 | 28 | +14  |
| 6    | Kaganat Och             | 37  | 27 | 9  | 10 | 8  | 31 | 34 | -3   |
| 7    | Nur-Batken              | 35  | 27 | 10 | 5  | 12 | 32 | 39 | -7   |
| 8    | Ilbirs Bishkek          | 29  | 27 | 7  | 8  | 12 | 24 | 29 | -5   |
| 9    | Talant Besh-Kungei      | 21  | 27 | 4  | 9  | 14 | 26 | 41 | -15  |
| 10   | FC Khimik Kara-Balta    | 5   | 27 | 1  | 2  | 24 | 14 | 83 | -69  |

|  | Qualification pour la Coupe de l'AFC 2023-2024                |
|  | Retrait du championnat en fin de saison                       |
|  | T : Tenant du titre C : Vainqueur de la Coupe du Kirghizistan |

- Abdish-Ata Kant remporte également la Coupe du Kirghizistan[1], le vice-champion gagne une place dans le tour de qualification pour la Coupe de l'AFC.

## Bilan de la saison
| Championnat du Kirghizistan de football 2022 |                             |
| Champion                                     | Abdish-Ata Kant (1er titre) |
| Coupes et trophées                           |                             |
| Vainqueur de la Coupe du Kirghizistan 2022   | Abdish-Ata Kant             |
| Qualifications continentales                 |                             |
| Coupe de l'AFC 2023-2024                     | Abdish-Ata Kant             |
| Coupe de l'AFC 2023-2024                     | FC Alay Och                 |
| Promotions et relégations                    |                             |
| Promus en Vysshaya Liga                      | Aldiyer Kurşab              |
| Promus en Vysshaya Liga                      | Muras United Jalal-Abad     |
| Relégués en Deuxième division                | Kaganat Och                 |
| Relégués en Deuxième division                | Nur-Batken                  |